# Combinatio nova
Combinatio nova, abreviado comb. nov., en latín significa "nueva combinación". Se utiliza en la literatura científica de Biología cuando se introduce un nuevo nombre basado en un nombre preexistente. El término no debe confundirse con Species nova, una nueva especie, utilizada para una especie previamente sin nombre.
Se usa en tres situaciones, el taxón se mueve a un género diferente, un taxón infraespecífico se traslada a una especie diferente, o see cambia el rango del taxón.Por ejemplo cuando una especie nombrada anteriormente se asigna a un género diferente, el nuevo nombre del género se combina con dicha especie, por ejemplo, cuando Calymmatobacterium granulomatis pasó a llamarse Klebsiella granulomatis, se la denominó Klebsiella granulomatis comb. nov. denotarlo es una nueva combinación.